# زراعة آلية

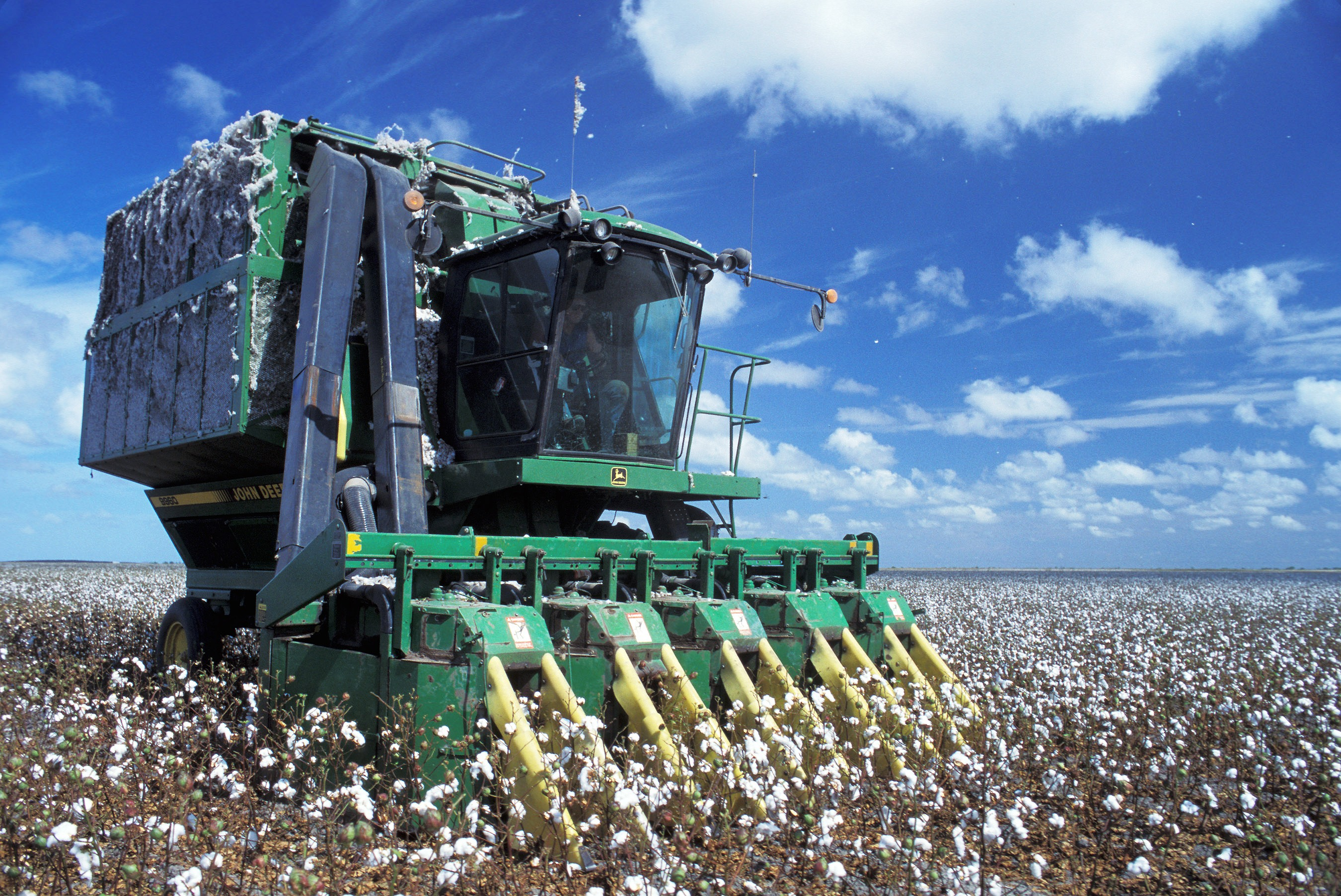
ماكينة جمع القطن في العمل. وقد طُرِّح أول الطرازات الناجحة في منتصف أربعينيات القرن الماضي، ويمكن لكل ماكينة أن تقوم بعمل 50 فردًا.

الزراعة الآلية هي عملية استخدام الآلات الزراعية من أجل ميكنة الأعمال الزراعية، الأمر الذي يزيد بشكل كبير من إنتاجية العامل الزراعي. وفي العصر الحديث، حلت الآلات التي تعمل بالطاقة محل العديد من المهام التي كان يقوم بها في السابق الرجال أو الحيوانات مثل الثيران والخيول والبغال.
يحتوي تاريخ الزراعة على الكثير من الأمثلة على استخدام الأدوات، ولكن لم يصل مستوى استخدام الآلات إلى هذا المستوى المرتفع إلا في الآونة الأخيرة.
وجاءت أول عملية متعارف عليها لميكنة الزراعة مع طرح المحراث، الذي يُشَغَّل عادة عن طريق الحيوانات. و اُخْتُرِع في بلاد ما بين النهرين القديمة.
وتتضمن الزراعة الآلية الحالية استخدام الجرارات والشاحنات والحاصدات المركبة والطائرات (طائرات رش المبيدات) والمروحيات وغيرها من المركبات الأخرى. وفي بعض الأحيان، تستخدم المزارع الحديثة أجهزة الكمبيوتر جنبًا إلى جنب مع صور الأقمار الصناعية وتوجيهات نظام تحديد المواقع العالمي لزيادة الإنتاجية.
انظر: قائمة بالماكينات الزراعية
كانت الميكنة أحد العوامل المسؤولة عن التحضر والاقتصادات الصناعية. وإلى جانب تحسين كفاءة الإنتاج، تساعد الميكنة على تحقيق زيادة في حجم الإنتاج وتحسين المنتجات الزراعية. على الجانب الآخر، فإنها تحل محل العمالة الزراعية غير الماهرة وتسبب تلوثًا بيئيًا وإزالة الغابات والتآكل.

## معلومات تاريخية

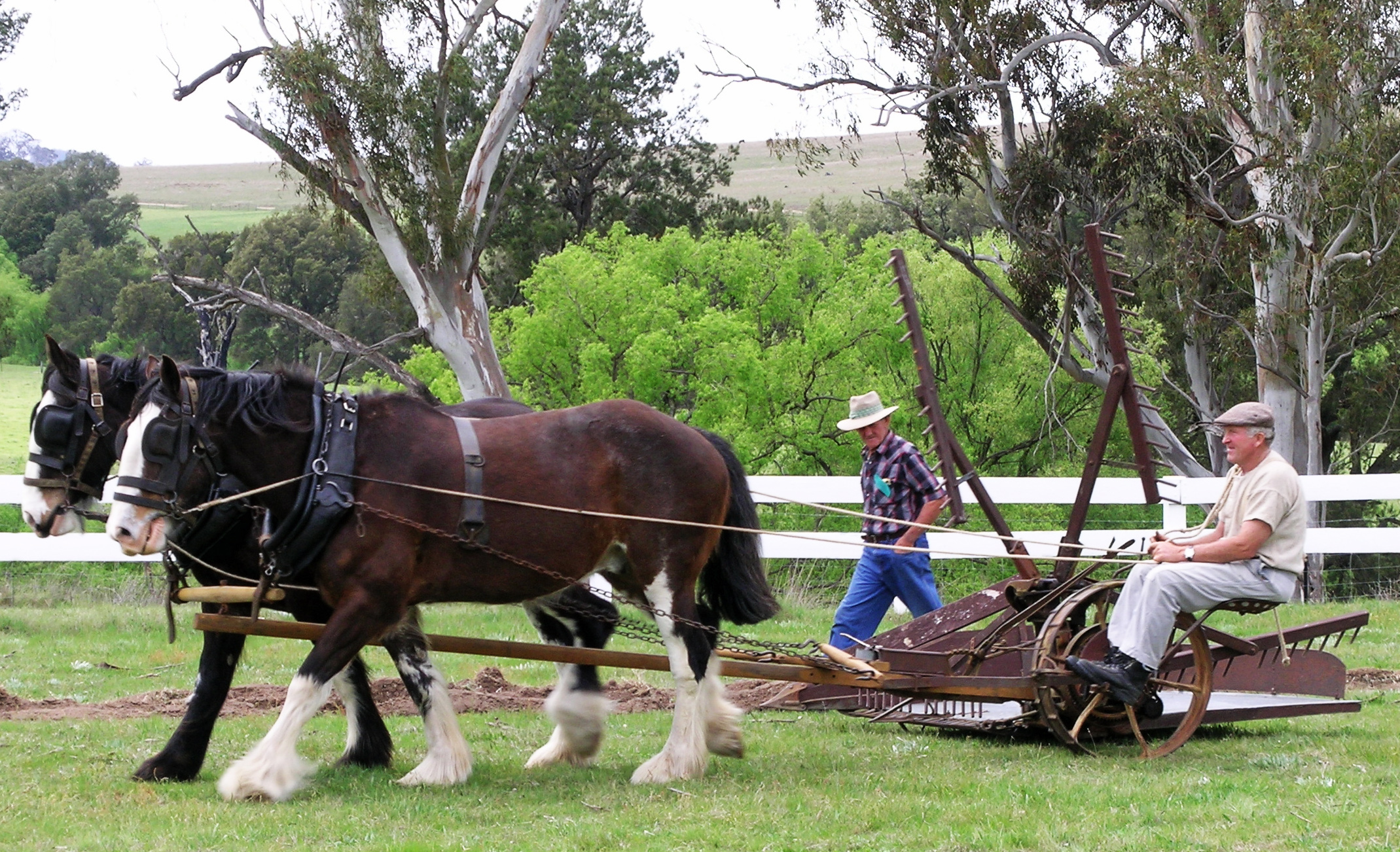
حصادة في وولبروك، نيو ساوث ويلز

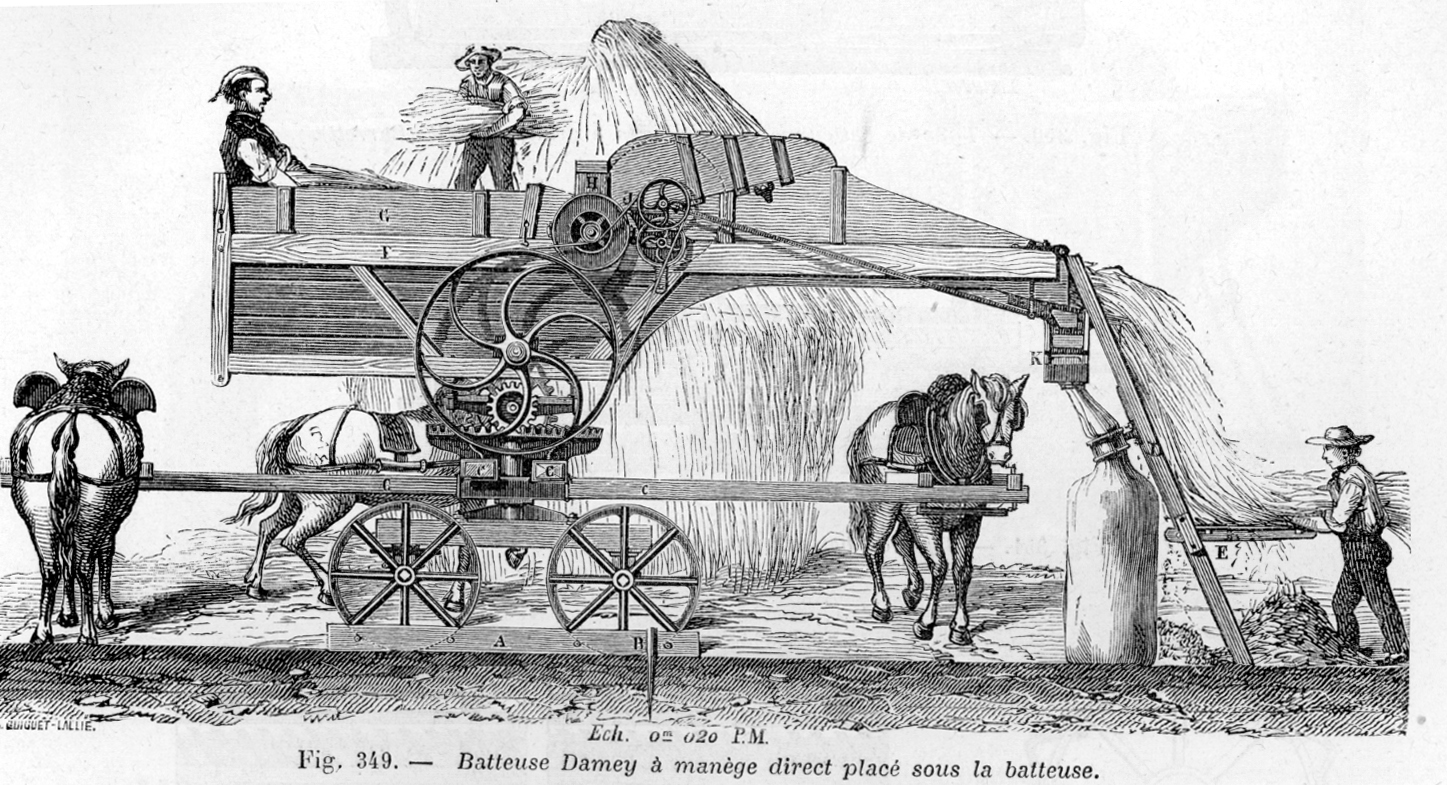
ماكينة درس محاصيل زراعية يرجع تاريخها إلى عام 1881. وقد اُسْتُخْدِمت محركات البخار أيضاً لتشغيل ماكينات الدرس. واليوم تتم عملية الحصد والدرس معًا باستخدام الحصادة المركبة.

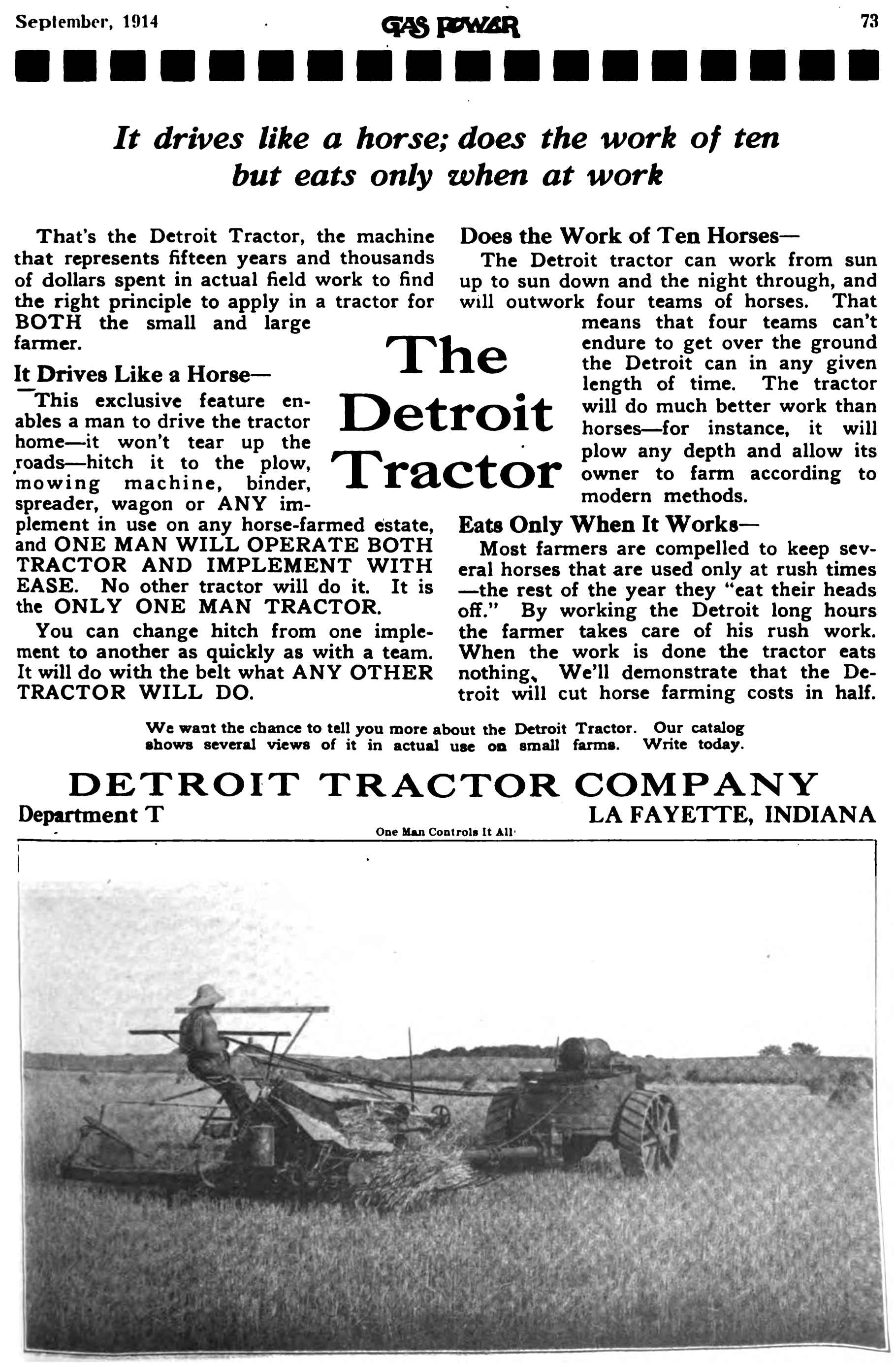
كانت عبارة "أفضل وأرخص من الخيول" موضوع العديد من الإعلانات في العقد الأول من القرن العشرين وحتى الثلاثينيات منه.

كان حفار البذور الذي قام بتصنيعه جيثرو تول (حوالي عام 1701) كان ماكينة لنثر البذور وغرسها، وقد ساهم في زيادة إنتاجية المحصول والبذور المدخرة. وكان عاملاً مهمًا في الثورة الزراعية البريطانية.
ومنذ بدء الزراعة، كان يتم القيام بعملية الدرس يدويًا باستخدام المدرس اليدوي، الأمر الذي كان يتطلب قدرًا كبيرًا من العمل. وعملت ماكينة الدرس، التي اُخْتُرِعت في عام 1794، ولكن لم تُسْتَخْدَم على نطاق واسع لعدة عقرون، على تبسيط عملية الدرس وأتاحت استخدام القوة الحيوانية.
وقبل اختراع آلة حصد الحبوب (حوالي عام 1790)، كان للعامل القوي البنيان القدرة على حصد حوالي ربع فدان من القمح في اليوم باستخدام المنجل. وتشير التقديرات إلى أن آلة الحصد تجُرُّ بالحصان الذي اخترعه سايروس ماكورميك (حوالي في ثلاثينيات القرن التاسع عشر) وفرت خمسة رجال للخدمة العسكرية في الحرب الأهلية الأمريكية. وشملت الابتكارات التي جاءت لاحقًا آلات المدمة والتربيط. وبحلول عام 1890، استطاع اثنان من الخيول تقطيع وجمع وربط 20 فدانًا من القمح يوميًا.
في ثمانينيات القرن التاسع عشر، جُمِّعَتَا ماكينتي الحصد والدرس في الحصادة المجمعة. وهذه الآلات تطلبت فرقًا كبيرة من الخيول أو البغال لسحبها.
وجرى استعمال قوة البخار في آلات الدرس في أواخر القرن التاسع عشر. وكانت هناك محركات بالبخار، والتي كانت تتحرك على عجلات لتوفير طاقة مؤقتة لآلات الدرس الثابتة. وكانت هذه تُسمى محركات الطريق، وعند رؤية هنري فورد إحداها، استوحى منها فكرة بناء سيارة.
ومع ظهور فكرة الاحتراق الداخلي، ظهرت أولى الجرارات المعاصرة في أوائل القرن العشرين، التي أصبحت أكثر شعبية عقب جرار فوردسون (حوالي عام 1917). وفي البداية، كانت آلات الحصد والحصادات المجمعة تُجر بواسطة الجرارات، ولكن في ثلاثينيات القرن العشرين طُوِّرَت الآلات ذاتية التشغيل. (يوجد رابط ينقلك إلى فصل حول الميكنة الزراعية في القرن العشرين في المراجع)
بذل القائمون على الإعلان عن المعدات الميكانيكية في المجالات الزراعية خلال هذه الحقبة قصارى جهدهم للتنافس ضد الأساليب التي تجرها الخيول من خلال تقديم الحجج الاقتصادية، وتسليط الضوء على المواضيع المشتركة مثل أن الجرار «يأكل فقط عندما يعمل»، وأن الجرار الواحد يمكن أن يحل محل العديد من الخيول، وأن الميكنة قد تسمح للشخص الواحد بالحصول على المزيد من العمل المنجز في اليوم أكثر مما كان في أي وقت مضى.
وبدأت أعداد الخيول في الولايات المتحدة في التراجع في عشرينيات القرن العشرين بعد تحويل ممارسة الزراعة والنقل باستخدام آلات الاحتراق الداخلي. وبلغت مبيعات الجرارات ذروتها في الولايات المتحدة في عام 1950 تقريبًا. بالإضافة إلى توفير العمالة، أدت هذه الماكينات إلى توفير الكثير من الأراضي التي كانت تُستخدم في السابق لدعم حيوانات الجر.
وكانت أعظم فترة للنمو في الإنتاجية الزراعية في الولايات المتحدة من أربعينيات القرن العشرين إلى سبعينيات القرن ذاته، حيث استفادت الزراعة خلال هذه الفترة من الجرارات وآلات الحصد المركبة التي تعمل بالاحتراق الداخلي والأسمدة الكيماوية والثورة الخضراء.

## مفهومها وأهميتها
يحتاج تطوير الزراعة وتحسينها إلى العديد من المستلزمات، من أهمها التكثيف الزراعي والمكننة (زراعة آلية)، بغية زيادة إنتاج وحدة المساحة الأرضية بأقل التكاليف، مع تحسين نوعية المنتجات الزراعية، أو المحافظة عليها على الأقل، فالمكننة الزراعية مكّنت المزارعين من تنفيذ العمليات الزراعية مهما كبرت كميتها ضمن الوقت المحدد لها، إذ إن تنفيذ معظم العمليات الزراعية محكوم بأوقات محددة تبعًا للمواسم، الزراعية، إن الطلب على اليد العاملة سابقًا يزداد في هذه المواسم ليتجاوز العرض المتوافر منها ويؤلف أزمة اقتصادية حقيقية.
ومن المستلزمات التطويرية الأخرى الاستخدام الأمثل للمصادر الطبيعية المتوافرة، من تربة ومياه وقوى بشرية وعوامل بيئية وغيرها وإن إغفال مكننتها يؤدي إلى هدرها ونقص في كمية الإنتاج وضعف في نوعيته، إن مفهوم المكننة غير ثابت، إذ إنه يتطور مع تطور المجالات العلمية الأخرى سواء بإدخال تقانات أكثر تطورًا أم باعتماد أساليب جديدة في العمل بهدف تنظيم تداول المنتجات الزراعية فيما بين المراحل المتعددة في عمليات تحضيرها.
أسهم التطور الصناعي للمكننة في تحول اليد العاملة في الزراعة إلى العمل في المجالات الصناعية المختلفة، وفي توازن القوى العاملة بين المجالات الصناعية والزراعية، ومن ثم تعويض النقص الحاصل باليد العاملة في المجالات الزراعية المختلفة.
تعدّ المكننة الزراعية عمومًا ضرورة حتمية للتطور الصناعي، ولاسيما في البلدان النامية، وقد أدى إدخالها في الدول المتقدمة إلى تقدم إنتاجها وتصنيعها الزراعي، وعلى النقيض فإن الدول النامية لا تزال تعتمد على القوى البشرية والحيوانية بنسبة كبيرة في المجال الزراعي، ولم تأخذ المكننة الزراعية فيها بدورها الكامل، على الرغم من اعتماد اقتصادها أساسًا على الزراعة.